# Arion (manga)
Arion (アリオン?, Arion) è un manga di Yoshikazu Yasuhiko pubblicato dalla Tokuma Shōten dal marzo 1979 al settembre 1984 sulla rivista Monthly Comic Ryū e raccolto poi in cinque tankōbon. Nel 1986 lo stesso Yasuhiko scrisse e diresse un film anime basato sul fumetto. Il manga è ancora inedito in italiano, mentre il film è stato pubblicato in Italia da Yamato Video.

## Trama
Nell'antica Tracia Arion, figlio di Poseidone, è allevato dalla madre cieca Demetra fino al giorno in cui Hades si presenta per portarlo via con sé. Condotto con l'inganno nell'Ade, Arion viene addestrato per diventare un guerriero con lo scopo di vendicare la madre: Hades ha infatti convinto il giovane semidio che la cecità di Demetra è stata causata da Zeus, e che solo la morte di questi le ridarà la vista. Finito l'addestramento Arion torna nel mondo dei vivi insieme al gigante Gidon per uccidere Zeus. Durante l'inseguimento della piccola ladra Seneca, che gli ha sottratto la spada, Arion viene però catturato dai soldati di Atena, figlia di Zeus e comandante del suo esercito. Ridotto in catene viene liberato da Resfina, una giovane serva muta di Atena. Mentre Arion ritrova Seneca e Gidon, creduto morto dopo l'attacco dei soldati di Atena, le forze di Poseidone e Zeus intanto si preparano alla battaglia per la conquista del potere supremo. Ma alle loro spalle tramano Hades ed Apollo.

## Edizioni italiane
Il manga non è mai stato tradotto in italiano, mentre il film è stato pubblicato dalla Yamato Video con il titolo Arion dapprima in VHS, e poi, nel 2009, in DVD.